# فاکتور رشد خون‌ساز
فاکتور رشد خون‌ساز (انگلیسی: Hemopoietic growth factor) تمایز و تکثیر سلول‌های پیش‌ساز خاص را تنظیم می‌کند. آنها که از طریق فناوری DNA نوترکیب در دسترس هستند، پتانسیل فوق‌العاده‌ای برای مصارف پزشکی دارند، زمانی که توانایی طبیعی فرد برای تشکیل سلول‌های خونی کاهش یافته یا معیوب باشد. اریتروپویتین نوترکیب (EPO) در درمان کاهش تولید گلبول‌های قرمز خون که همراه با مرحله نهایی بیماری کلیوی است، بسیار مؤثر است. اریتروپویتین یک هورمون سیالوگلیکوپروتئین است که توسط سلول‌های پیرامون لوله کلیه تولید می‌شود.
فاکتور محرک کلونی گرانولوسیت-ماکروفاژ و CSF گرانولوسیت برای تحریک تشکیل گلبول‌های سفید در بیماران سرطانی که تحت شیمی درمانی هستند، داده می‌شود، که تمایل به از بین بردن سلول‌های مغز استخوان قرمز آنها و همچنین سلول‌های سرطانی دارد. ترومبوپوئیتین برای جلوگیری از کاهش پلاکت در طول شیمی درمانی نویدبخش است. CSFs و ترومبوپوئیتین همچنین نتیجه بیمارانی که پیوند مغز استخوان دریافت می‌کنند را بهبود می‌بخشد.